# Avenue Georges Mandel
Die Avenue Georges Mandel ist eine 635 Meter lange und 40 Meter breite Straße im 16. Arrondissement von Paris.

## Lage
Die Straße beginnt am Place du Trocadéro und endet an der Rue de la Pompe. Am Anfang der Straße liegt auf der linken Seite der Friedhof von Passy und an ihrem Ende zur rechten Seite das Lycée Janson de Sailly, das größte Gymnasium von Paris.
Eine Sandpiste in der Straßenmitte (heute «Allée Maria-Callas») erlaubte den Reitern der École Militaire bis Ende 1970 in den Bois de Boulogne zu reiten.
Die Straße verfügt über zwei Metrostationen: Rue de la Pompe und Trocadéro mit der Linie  . Außerdem verkehren hier folgende Buslinien:  RATP 22, 30, 32, 52 und 63.

## Namensursprung

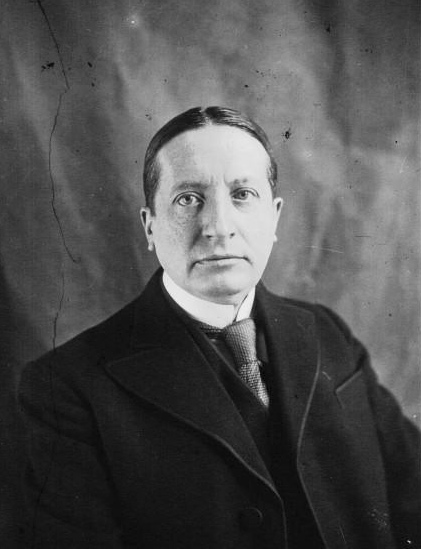
Georges Mandel im Jahr 1932

1945 wurde die Straße zu Ehren des französischen Politikers Louis Georges Rothschild alias Georges Mandel (1885–1944) umbenannt. Mandel, der während seiner Pariser Jahre in der ebenfalls im 16. Arrondissement gelegenen Avenue Mozart lebte, wurde am 7. Juli 1944 von der Gestapo und der französischen Miliz während des Zweiten Weltkriegs als Vergeltung für einen Anschlag der Résistance in einem Waldstück bei Fontainebleau erschossen.

## Geschichte
Die gegenwärtige Avenue Georges Mandel entspricht einem Teil der alten Avenue de l’Empereur von Passy. Sie wurde 1863 anlässlich der Eingemeindung von Passy (1860) in das Pariser Straßennetz aufgenommen und nach dem Sturz des Zweiten Kaiserreichs in «Avenue du Trocadéro» umbenannt. Ein Teil dieser Avenue wurde am 10. November 1885 zur Avenue Henri-Martin. 1941 wurde ein Teil hiervon dann zur «Avenue Jean-Chiappe»; Jean Chiappe (1878–1940) war ein hoher Funktionär im Dienst des Vichy-Regimes. Die Avenue Jean-Chiappe wurde dann 1945 nach Georges Mandel umbenannt. Die Einweihung erfolgte 1945 durch den damaligen Bürgermeister André Le Troquer.
Am 12. Dezember 2000 wurde die Allee in der Mitte der Straße zur «Allée Maria-Callas» umbenannt.

## Sehenswürdigkeiten
- Am Beginn der Straße am Place du Trocadéro befindet sich der Friedhof von Passy.
- Nr. 6: Hier lebten Pearl White (1889–1938) und Christian Dior.[5]
- Nr. 26: Emmerich Kálmán (1882–1953) lebte nach dem Zweiten Weltkrieg hier, wo er auch verstarb.
- Nr. 27: Ein Haus von Émile Vaudremer von 1897, das unter Denkmalschutz steht.
- Nr. 36: Wohnung der Opernsängerin Maria Callas,[6] die hier am 16. September 1977 verstarb.
- Nr. 43: Das Haus wurde 1890 im Auftrag des Komponisten Edmond de Polignac (1834–1901) gebaut. – Außerdem befindet sich an dieser Straße der Haupteingang zu dem 1904 errichteten Gebäude für Winnaretta Singer (1865–1943), eine Tochter und Erbin von Isaac Merritt Singer (1811–1875), der sein Vermögen mit Nähmaschinen begründet hatte.[7]
- Nr. 46: Ein Nebeneingang des Lycée Janson de Sailly, gebaut zwischen 1881 und 1883; Haupteingang ist in der Rue de la Pompe.[1]
- Nr. 47: Ab 1905 Wohnung des Offiziers, Politikers und Schriftstellers Émile Driant, woran eine Plakette erinnert.
- Nr. 59: Ein neueres Gebäude, dessen Eingang durch eine besondere Eingangsüberdachung auffällt.
- Nr. 67: Letzte Wohnung des Sängers Mike Brant (1947–1975).[8]

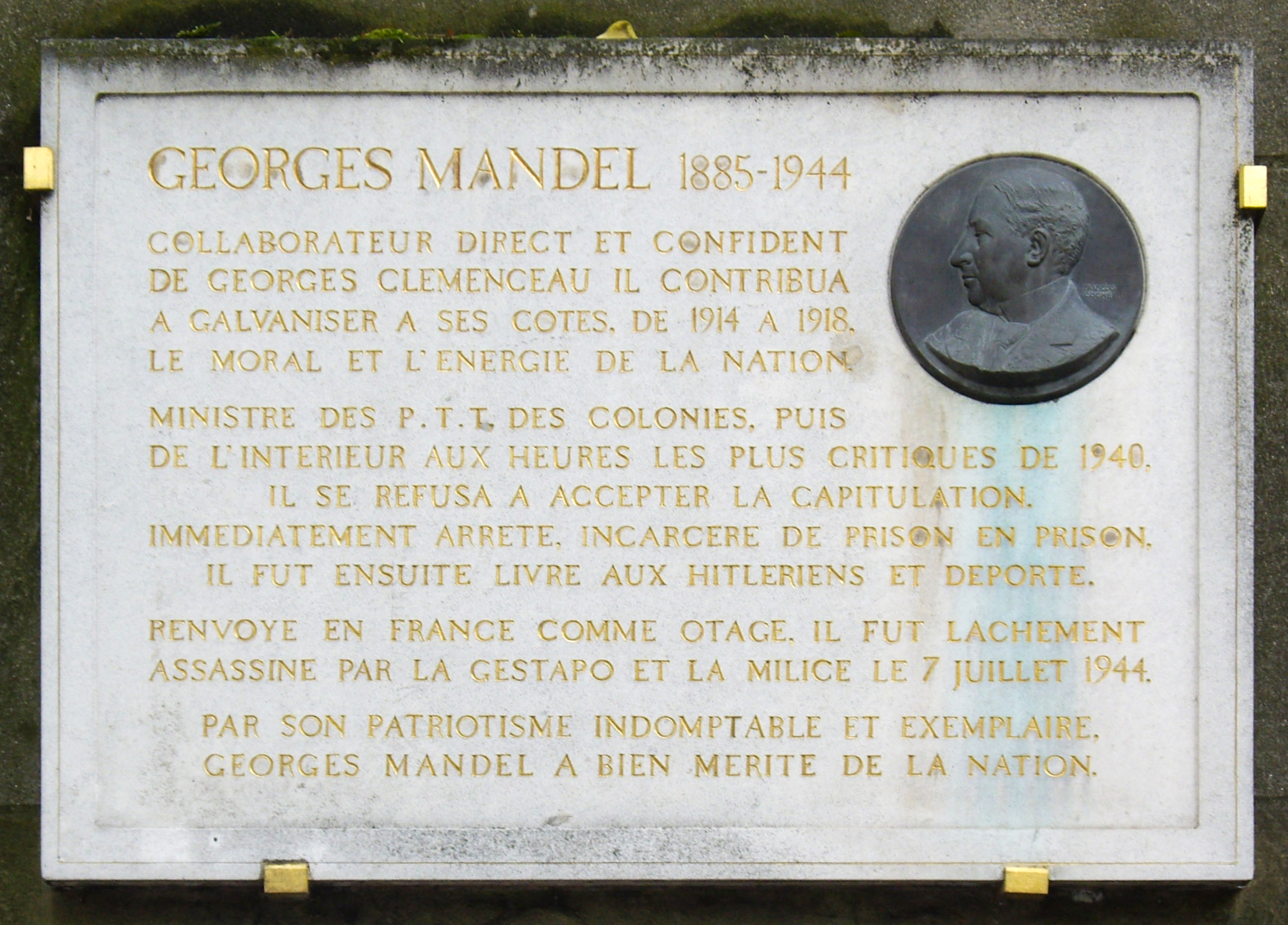
Erinnerungstafel an Georges Mandel auf der Außenmauer des Friedhofs von Passy.
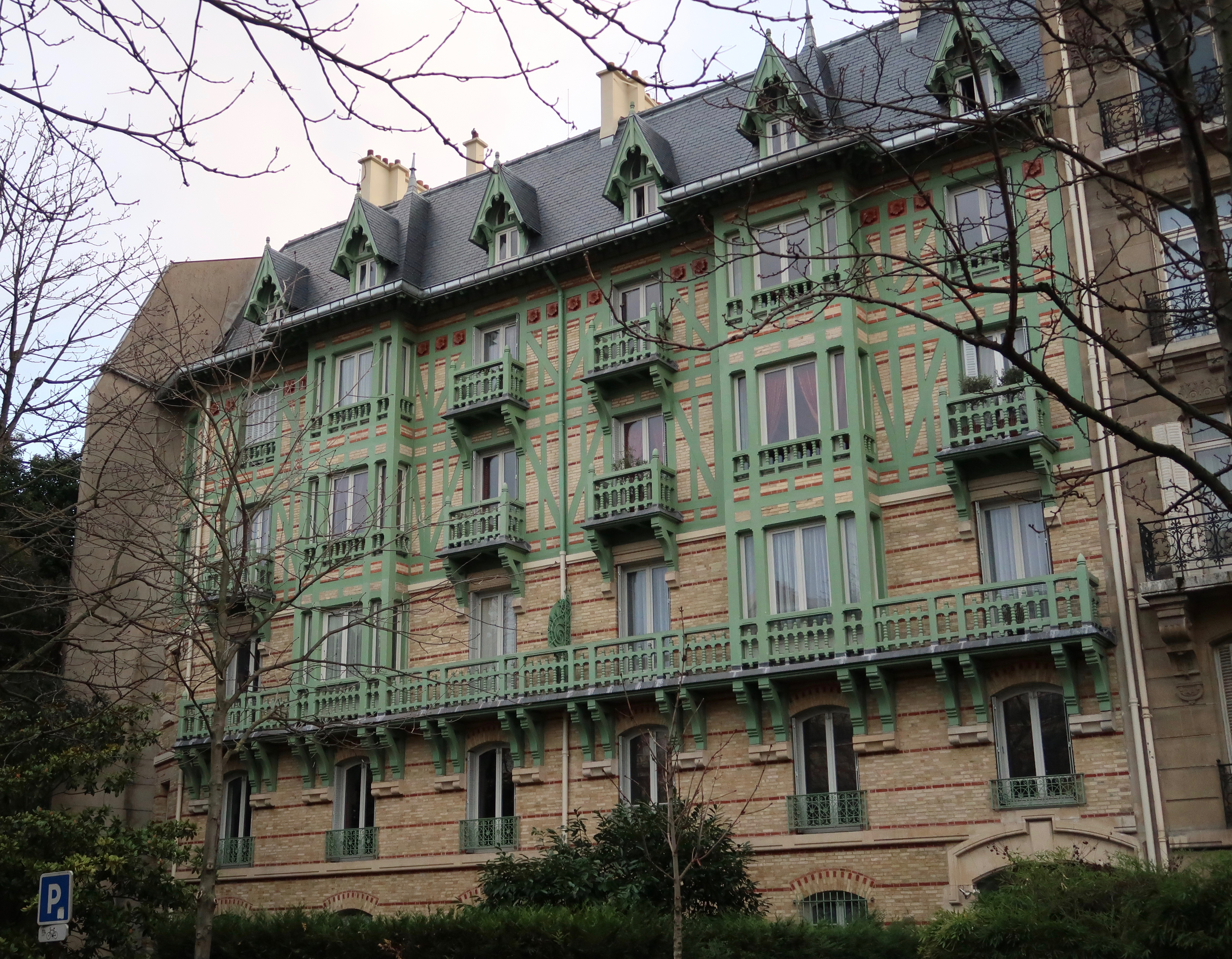
Nr. 27
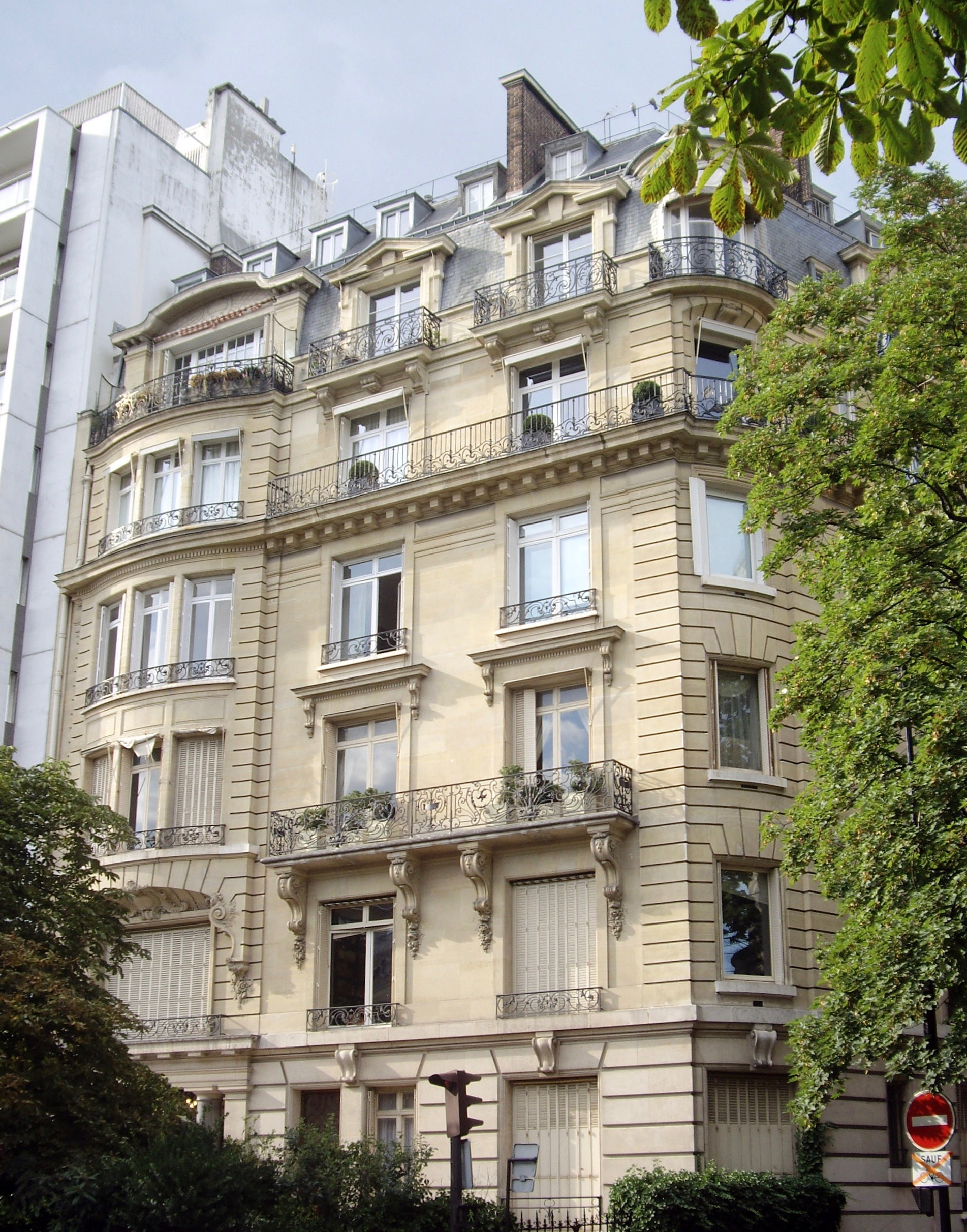
Nr. 36: In diesem Haus verstarb Maria Callas am 16. September 1977.
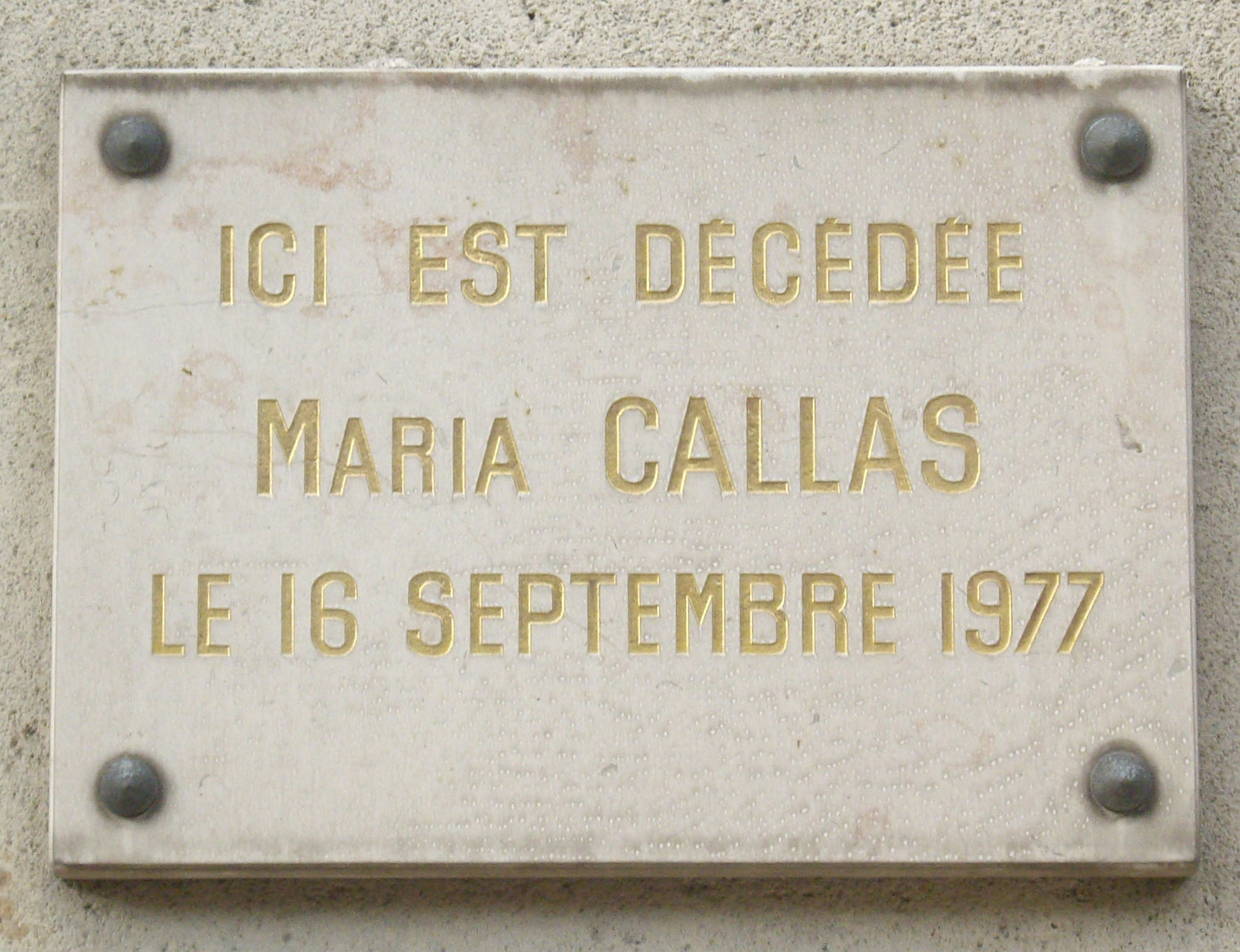
Erinnerungstafel an Nr. 36
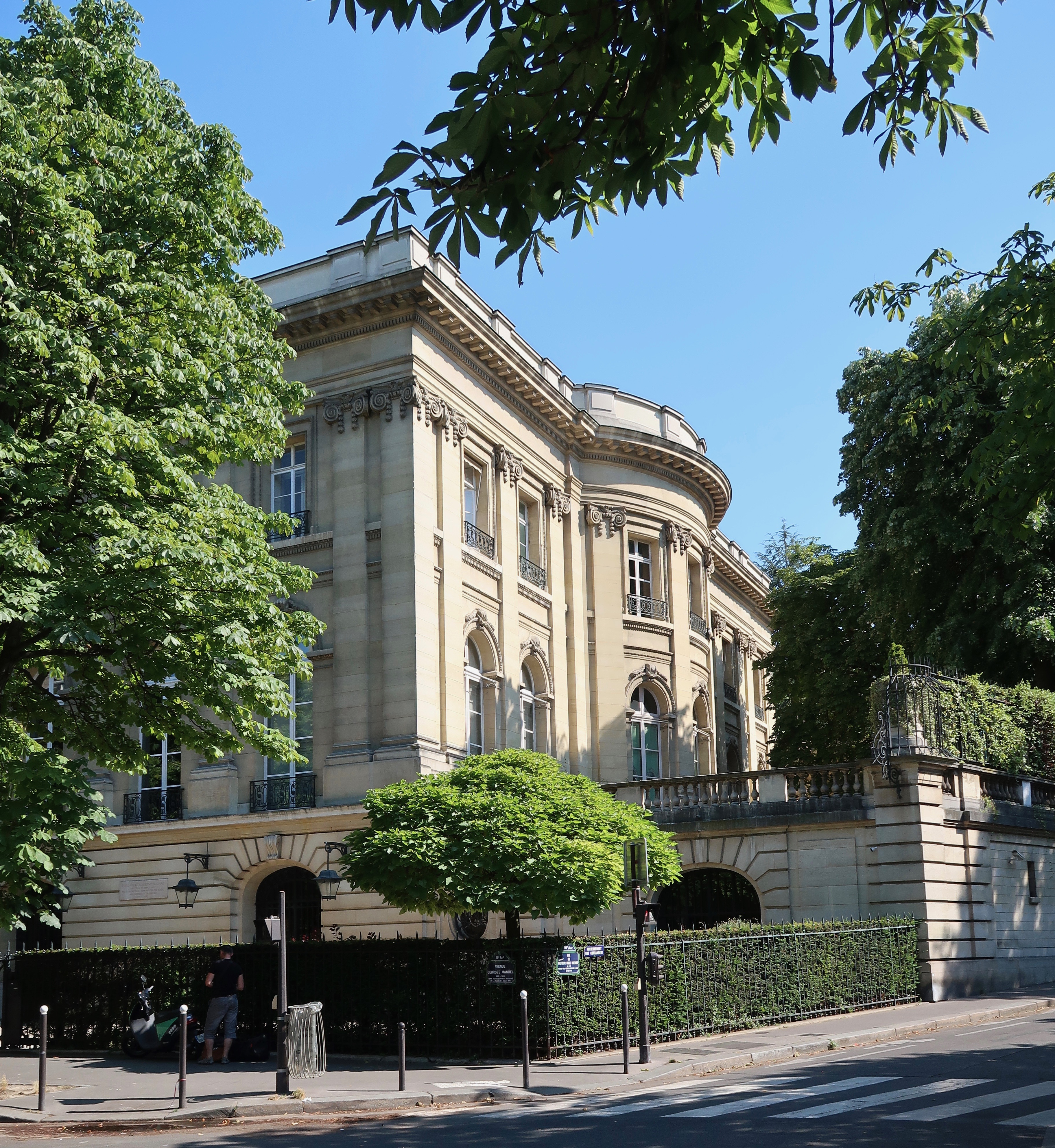
Nr. 43
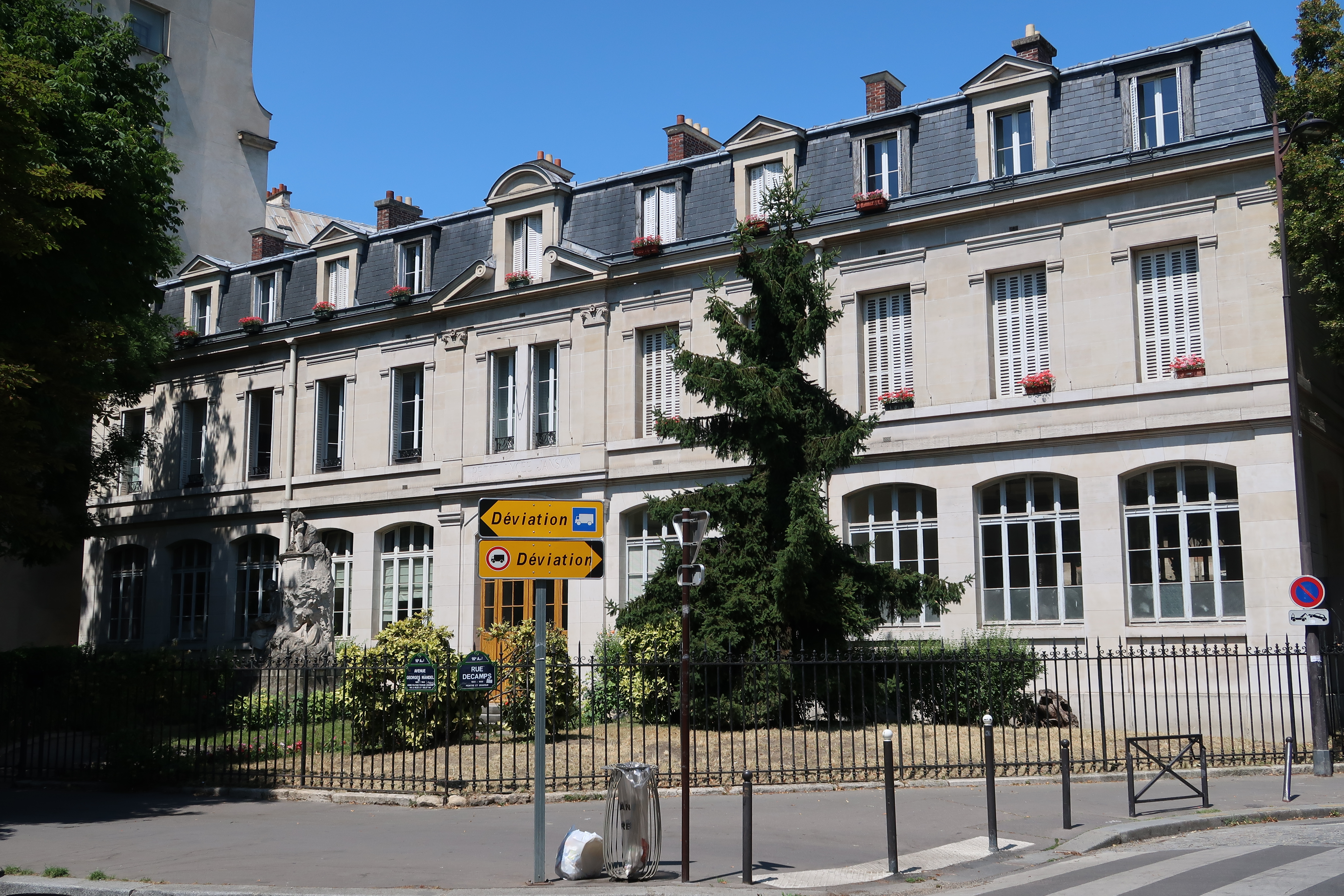
Nr. 46
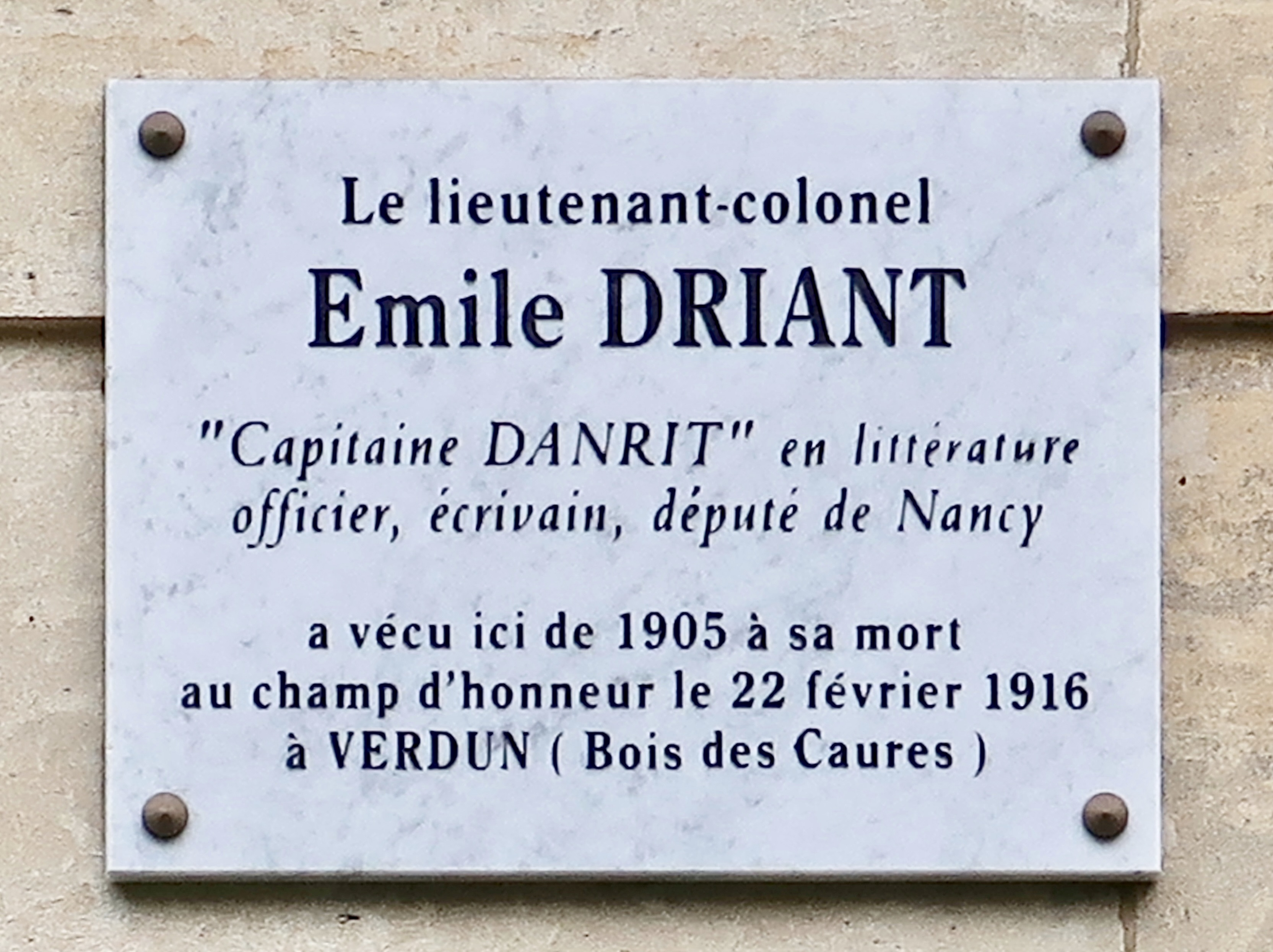
Erinnerungstafel an Nr. 47
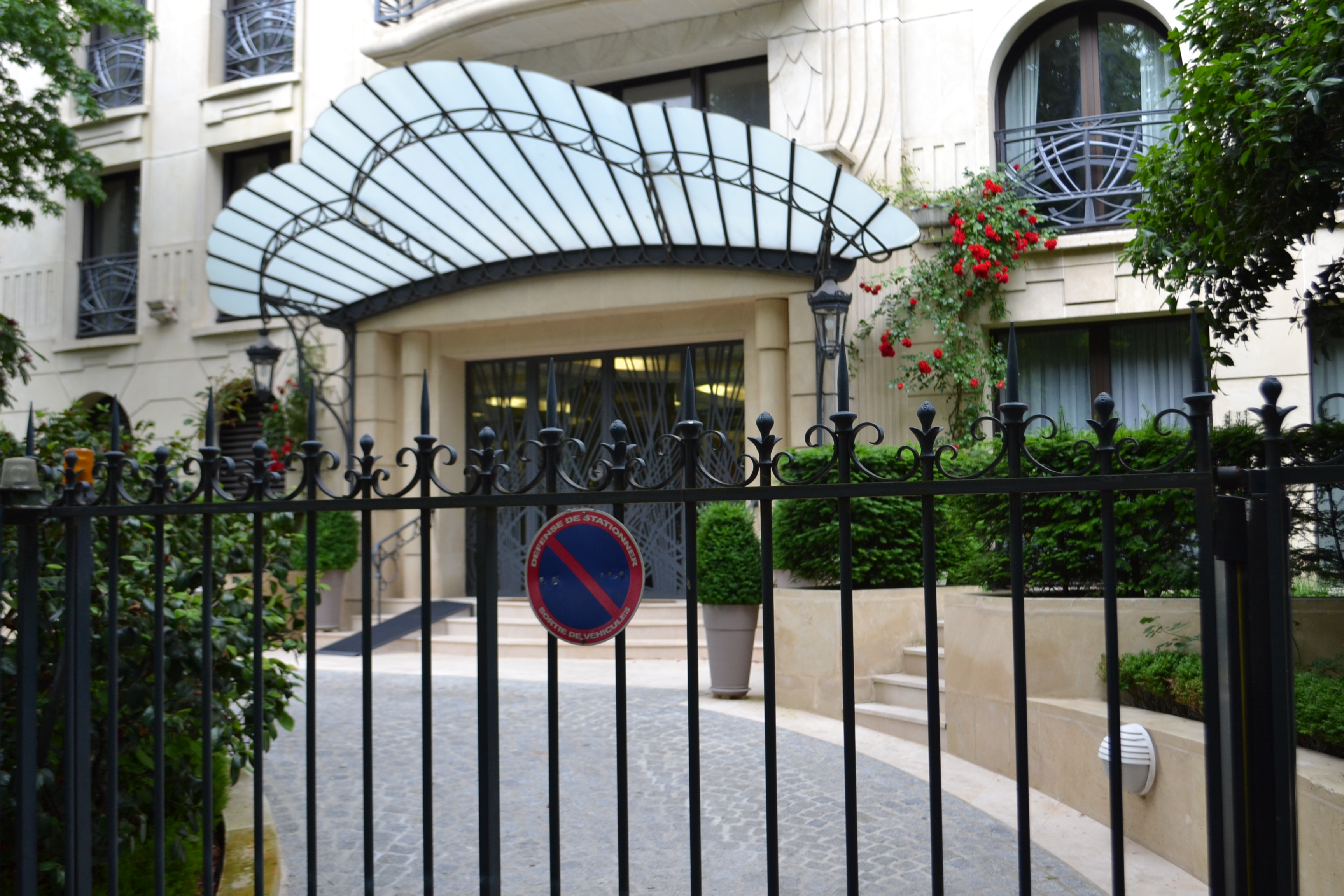
Eingang von Nr. 59